# شخصية غير مرئية
الشخصية غير المرئية في المسرح أو المجلات الهزلية أو الأفلام أو التلفزيون، أو الشخصية الصامتة في الراديو أو الأدب، هي شخصية مذكورة، ولكنها غير معروفة للجمهور مباشرة، ولكن وجودها يطوّر الحبكة إلى حد كبير، وغيابها يعزز تأثيرها في الحبكة.

## تاريخها
استُخدِمت الشخصيات غير المرئية منذ بداية المسرح من قبل التراجيديين اليونانيين القدماء، مثل لياس في سوفوكليس، واديبس ريكس وجيسنز برايد في يوريبيدس ميديا.
واستمرت في المسرح الإليزابيثي، مثل روزالين في مسرحية شكسبير روميو وجولييت. ورغم ذلك، كان الكتّاب المسرحيون الأوروبيون في أوائل القرن العشرين سترندبرج وإبسن وتشيكوف؛ هم الذين طوروا بالكامل الإمكانات الدرامية للشخصية غير المرئية. تأثر يوجين أونيل بمعاصريه الأوروبيين، وأسس الشخصية الغائبة بوصفها جانبًا من جوانب الشخصية والسرد والحرف المسرحية في المسرح الأمريكي.

## الغرض والخصائص
الشخصيات غير المرئية هي شخصيات سببية مضمنة في الأعمال الدرامية لتحفيز الشخصيات على خشبة المسرح على مسار عمل معين وتعزيز الحبكة، ولكن وجودهم غير ضروري. في الواقع، فإن غيابهم يجعلهم يبدون أكثر قوة لأنهم لا يُعرفون إلا بالاستدلال. يستفيد استخدام شخصية غير مرئية من أحد أبسط الأجهزة المسرحية وأكثرها قوة؛ وهي الطريقة التي يمكن بها للمراجع اللفظية أن تجعل شخصية خارج الكواليس حقيقية بنحو غير عادي للجمهور، واستغلال ميل الجمهور لخلق صور مرئية لشخصيات خيالية في أذهانهم.
في دراسة الكوميديا الفرنسية في القرن الثامن عشر، يقترح إف سي غرين أن «الشخصية غير المرئية» يمكن تعريفها بأنها الشخص الذي وإن لم يُر «يؤثر في عمل المسرحية». هذا التعريف، وفقًا لغرين، يستبعد شخصية مثل لورنت (لورنس)، خادم تارتوف غير المرئي، الذي وظيفته الوحيدة هي -فقط- إعطاء الكاتب المسرحي فرصة لتقديم تارتوف.[بحاجة لمصدر]
يمكن أن تتطور الشخصيات غير المرئية عضويًا حتى عندما لم يتوقع مبتكروها في البداية أن تبقى غير مرئية، خاصة في الأعمال العرضية، مثل المسلسلات التلفزيونية. مثلًا، لم يرغب منتجو فرايزر في البداية في جعل شخصية ماريس، زوجة نايلز كرين، شخصية غير مرئية لأنهم لم يرغبوا في رسم أوجه تشابه مع فيرا، زوجة نورم بيترسون في الجيرز، التي كان فريزر منبثقًا عنها. كانوا يعتزمون في الأصل أن تظهر ماريس بعد عدة حلقات، ولكنهم كانوا يستمتعون بكتابة الأعذار لغيابها لذلك تقرر في النهاية أنها ستبقى غير مرئية، وبعد الخصائص الغريبة المتزايدة المنسوبة إليها، لم تستطع أي ممثلة حقيقية تجسيد شخصيتها.

## أمثلة

### كاريكاتير
- قدم آل كاب لينا الضبع في يونيو 1946 بوصفها شخصية غير مرئية في شريط صحيفة ليل أبنر. ووصفت بأنها «أبشع امرأة في العالم». كانت الشخصيات تتفاعل دائمًا بخوف عندما يرونها أو يرون صورة لها، ولكن القراء لم يتمكنوا من رؤيتها، لأنها كانت موجودة خلف الأشياء أو خارج الإطار. في النهاية، نظّم كاب مسابقة يمكن للقراء من طريقها إرسال تفسيراتهم الرسومية الخاصة لما قد تبدو عليه. كان الفائز رسام الكاريكاتير باسل ولفرتون، الذي عُرض تصميمه لأول مرة في شريط 21 أكتوبر 1946.[6]
- في سلسلة قصص ميرو المصورة السيدة بيكابوس ستوكفيش، صديقة أمي بيكابو، دائمًا ما تُذكر أو يُشار إليها، ولكن لم تُر فعليًا في السلسلة.[7]

### مسرح
تكون الشخصيات غير المرئية في مجال آخر في الدراما، متضمنةً مسرحيات يوجين أونيل، تينيسي ويليامز، وإدوارد ألبي. تلاحظ المؤلفة ماري أ.ويلينجتون أنه في القرن الثامن عشر، أدرج فولتير شخصيات غير مرئية في عدد قليل من مسرحياته، منها دوق ألنسون ويتيم الصين.
- لم تُر روزالين في مسرحية روميو وجولييت لوليام شكسبير، ولكنها وُصِفت فقط.[2][11]
- في مسرحية آلان رينيه ليساج عام 1707، يعد كريسبين شخصية غير مرئية تسمى داميس، وكان زواجه السري القسري أمرًا ضروريًا للحبكة.[4]
- في مسرحية كلير بوث لوس، المرأة 1936، وفيلم 1939 المبني على المسرحية، أُشير إلى الشخصيات الذكورية (الأزواج، العشاق، إلخ)، ولكنها لا تظهر، حتى في الصور الفوتوغرافية.[12][13]
- لم يُشاهد جودو أبدًا في فيلم انتظار جودو صمويل بيكيت. وتقضي الشخصيتان الرئيسيتان المسرحية بأكملها في انتظار وصول جودو.[14]
- في مسرحية أنطون تشيخوف الأخوات الثلاثة، بروتوبوبوف، الذي يتخلى عن موظفه أندريه ولديه علاقة عاطفية وبعيدة عن السرية مع ناتاشا، غير مرئي، ولكنه يلعب دورًا رئيسيًا. تشير بعض المصادر إلى أن بروتوبوبوف، وليس أندريه، هو الأب الحقيقي لصوفيا، ابنة ناتاشا.[15]
- تحضر الشخصية الفخرية في مسرحية «أبيجيلز بارتي» للمخرج مايك لي، وهي ابنة سوزان لوسون البالغة من العمر 15 عامًا، حفلًا بجوار الأحداث التي جرى تصويرها في المسرحية، ولم تُشاهد أبدًا.[3]